# Coiblemmus compactus
Coiblemmus compactus är en insektsart som först beskrevs av Lucien Chopard 1928.  Coiblemmus compactus ingår i släktet Coiblemmus och familjen syrsor. Inga underarter finns listade i Catalogue of Life.